# Bullet Journal

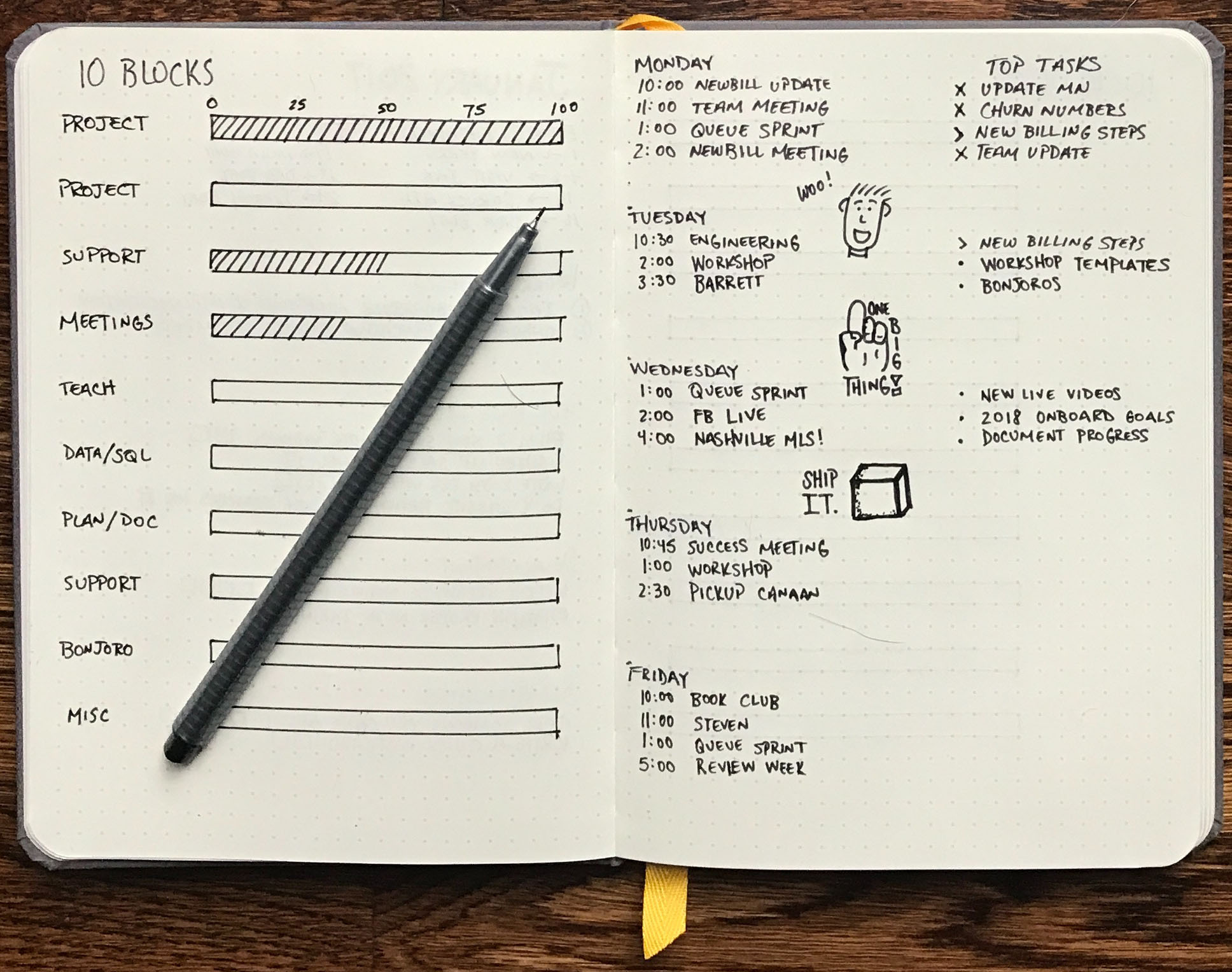
Exempel på hur ett uppslag i en Bullet Journal kan se ut.

Bullet Journal (BuJo förkortat) är en metod för att organisera och planera på ett kreativt sätt. En Bullet Journal är en tom bok som man fyller med t.ex. listor, veckoplaneringar och anteckningar. Tanken bakom är att användare (BulletJournalists) kan tänka över sina göromål och varför man gör dem, att leva ett produktivt och meningsfullt liv. Metoden har blivit en populär metod och fått mycket uppmärksamhet på sociala medier, så som Pinterest och Instagram.

## Ryder Carroll (upphovsman)
Ryder Carroll är upphovsman till Bullet Journal. Han är digital produktdesigner och författare från Brooklyn, New York. Carroll blev diagnostiserad med inlärningssvårigheter och hade svårt för att koncentrera sig, i och med detta behövde han ett system för att hjälpa hitta fokus och bli mer produktiv. Bullet Journal är resultatet av detta.

## Vanliga delar i en Bullet Journal[3]

### Index
På första sidorna av bok kan du upprätta ett Index. Syftet med ett Index är att du snabbt ska kunna finna var saker är i boken. Många skippar dock detta, dels kan det handla om att behovet inte finns eller att man väljer att markera på andra sätt. Finns mängder av olika sätt att fylla i. Gör man denna så blir det dock en grov sammanfattning av ditt liv och kan senare vara väldigt kul att se tillbaka på.

### Framtidslogg/Future log
Syftet med framtidsloggen är att hålla reda på framtida händelser. I en traditionell kalender är det ofta datumstyrt men i denna kan du även lägga in saker som du generellt vill komma ihåg och det behöver inte vara datumbundet.
Oavsett vad gäller så kan man använda future log till en avfallskvarn för dessa ping-pong bollar om "att det här måste jag komma ihåg till nästa år/nästa gång". Du tappar helt enkelt inte bort bra idéer. Det handlar alltså om att få fågelperspektiv på månaderna men samtidigt att ta ett beslut om när du faktiskt eventuellt ska fokusera på olika saker.

### Månadslogg/Monthly log
Syftet med månadsloggen är att få koll på din månad och fokusera på rätt saker vid rätt tidpunkt. Du för helt enkelt över punkterna från Framtidsloggen till Månadsloggen, därigenom tappar du inte bort dels almanacksdelen men även dessa övriga punkter som du fört in där.

### Snabblogg/Rapid logging
Boken kommer sedan att fyllas av:
- Sådant som du måste göra, dvs du har en uppgift.
- Dina upplevelser, dvs saker du vill komma ihåg, händelser.
- Information som du inte vill glömma bort, dvs anteckningar.

### Symboler/Keys
Till hjälp så används olika former av symboler. Även dessa kan du omvandla till vad som passar dig eller strunta i att använda.
. Uppgift
x Utförd uppgift (du sätter helt enkelt ett kryss över ovan punkt)
> Migrerad uppgift. Denna används på to do som du inte fått gjort. Du tar med dig det som du inte gjort genom denna markering och du tappar aldrig bort något som du skriver ner. Du måste alltid ta ett beslut på varje to-do på din lista. Den flyttas helt enkelt framåt och du omvandlar punkt till >.
< Schemalagd uppgift. Det du skulle göra blev inte gjort och du väljer dock att istället schemalägga in den framöver. Du flyttar den i Framtidsloggen till ett tillfälle då det är bättre att lösa uppgiften.
o Händelse (Födelsedagskalas, tandläkartid, middag)
- Anteckning (lite allmänt kom ihåg; Mailat, beställt något, ringt någon, katten dog, cykeln blev stulen)

### Daglig logg/Daily log och Veckologg/Weekly
Det är en viktig poäng att varje individ utvecklar sin Bullet Journal till något som passar hen själv. Det finns inga rätt eller fel utan detta är en metod där en helt enkelt har papper och penna och samlar allt på ett och samma ställe. För vissa räcker det att ha ett veckouppslag, medan andra föredrar att även ha månadsupplag och/eller daglig logg.

### Egna sidor
Vanliga exempel på andra sidor som ofta förekommer inom Bullet Journal är:
- Humörtracker
- To do-listor
- Jul/Högtider
- Födelsedagar
- Listor för filmer att se, områden att städa, saker att köpa, maträtter att testa, medicinlista mm[4]